# Doc McStuffins, Spielzeugärztin
Doc McStuffins, Spielzeugärztin (Originaltitel: Doc McStuffins) ist eine US-amerikanische computeranimierte Serie für Kinder, die von Brown Bag Filme produziert wird. Schöpferin und Executive Producer der Serie ist die Humanitas-Preis- und Emmy-Award-Gewinnerin Chris Nee.  Am 23. März 2012 feierte die Serie Premiere auf dem US-amerikanischen Sender Disney Junior. Die deutschsprachige Erstausstrahlung erfolgte am 17. September 2012 auf dem Bezahlfernsehsender Disney Junior. Die Free-TV-Premiere
der Serie erfolgte zunächst auf Super RTL; die Ausstrahlung wird jetzt auf dem Disney Channel fortgeführt. Die deutsche Synchronisation entsteht unter der Dialogregie von Tanja Schmitz.
Doc McStuffins, Spielzeugärztin erhielt aufgrund des Serien-Konzeptes und der Darstellung von Afro-Amerikanern überwiegend positive Kritiken. Chris Nee beschrieb die Serie als „Cheers für Vorschüler“.

## Handlung
Doc McStuffins ist ein 6-jähriges kleines Mädchen, das in seinem Garten ein Krankenhaus für Kuscheltiere und Spielsachen führt. Die liebenswerte „Ärztin“ erweckt auf zauberhafte Weise die Kuscheltiere und Spielzeuge zum Leben, um herauszufinden, wo es ihren Patienten wehtut. Mit großer Hingabe pflegen Doc und ihre Freunde die Patienten, so dass diese wieder gesund werden. Währenddessen geben sie den Kindern zu Hause wertvolle Tipps, wie sie gesund leben und sich gegenseitig helfen können, und vermitteln die Wichtigkeit von Fantasie und Vorstellungskraft.

## Figuren
| Figur             | Originalsprecher                           | Deutscher Sprecher        |
| ----------------- | ------------------------------------------ | ------------------------- |
| Doc McStuffins    | Kiara Muhammad                             | Yamuna Kemmerling         |
| Lammie            | Lara J. Miller                             | Jennifer Weiß             |
| Stuffy            | Robbie Rist                                | Dirk Petrick              |
| Hallie            | Loretta Devine                             | Denise Gorzelanny         |
| Chilly            | Jess Harnell                               | Stefan Staudinger         |
| Donny McStuffins  | Jaydon Betts Sayeed Shahidi Andre Robinson | Gerome Quandmeier         |
| Marcus McStuffins | Gary Anthony Williams                      | Sebastian Christoph Jacob |
| Emmie             | Kylee Anderson                             | Soraya Richter            |
| Surfer Girl       | Grey Griffin                               | Inken Baxmeier            |
| Tisha McStuffins  | China Anne McClain                         | Inken Baxmeier            |
| Celeste           | Kath Soucie                                | Melanie Isakowitz         |
| Großer Jack       | Ty Burrell                                 | Matthias Klages           |
| Pfirsichbäckchen  | Paula Rhodes                               | Nadine Heidenreich        |
| Teddy B.          | Jason Marsden                              | Michael Ernst             |

Dottie „Doc“ McStuffinsist 6 Jahre alt und führt in ihrem Garten ein Krankenhaus für Kuscheltiere und Spielsachen. Sie hat die Gabe, Spielsachen zum Leben zu erwecken, mit ihnen reden zu können und sie wieder gesund zu machen. Mit Hilfe eines Amulettes werden die Spielzeuge aktiv und Doc kann mit ihnen sprechen.
Stuffyist ein blauer ausgestopfter und ungestümer Drache. Er ist sehr tollpatschig und tut oft nur mutig, wobei er sich in Wirklichkeit sehr fürchtet.
Lammieist ein weißes Lamm in einem rosa Tutu und die allerbeste Freundin von Doc. Sie ist immer mit einer festen Umarmung und ein paar aufbauenden Worten zur Stelle.
Chillyist ein Plüsch-Schneemann und ein echter Hypochonder. Er vergisst meistens, dass er in Wirklichkeit nicht aus Schnee besteht, und fängt dann an, sich Sorgen um sich zu machen, zum Beispiel dass er schmelzen könnte.
Hallieist ein freundliches ausgestopftes lilafarbenes Nilpferd und trägt ein Krankenschwester-Outfit. Sie ist die Empfangsdame in Docs Klinik und sorgt dort für Ordnung.
Dr. Maisha McStuffinsist die Mutter von Doc und Donny und Ehefrau von Marcus. Sie arbeitet als Ärztin in einem Krankenhaus und hofft, dass Doc später in ihre Fußstapfen treten wird.
Mr. Marcus McStuffinsist der Vater von Doc und Donny und Ehemann von Maisha. Während seine Frau auf der Arbeit ist, passt er meistens zu Hause auf die Kinder auf. Er bereitet gern das Abendbrot für seine Familie zu.
Donny McStuffinsist Docs 4-jähriger kleiner Bruder. Er verbringt die meiste Zeit mit seinem Spielzeugauto und seinen Freunden.

## Ausstrahlung
Die Ausstrahlung der kompletten ersten Staffel erfolgte vom 17. März 2012 bis 3. Mai 2013 auf dem US-amerikanischen Sender Disney Junior. Die Erstausstrahlung der zweiten Staffel ist seit dem 6. September 2013 auf dem US-amerikanischen Sender Disney Junior zu sehen.
Die deutschsprachige Erstausstrahlung der ersten Staffel fand vom 17. September 2012 bis 14. Februar 2013 auf dem Bezahlfernsehsender Disney Junior statt. Die Free-TV-Premiere der ersten 13 Folgen der ersten Staffel erfolgte vom 4. Februar 2013 bis 20. Februar 2013 auf Super RTL. Die Free-TV-Premiere der  restlichen Folgen der ersten Staffel erfolgt seit dem 17. Februar 2014 auf dem Disney Channel. Die deutschsprachige Erstausstrahlung der zweiten Staffel erfolgt seit dem 20. Januar 2014 auf dem Bezahlfernsehsender Disney Junior.
| Staffel | Folgen | Erstausstrahlung (Disney Junior USA)   | Erstausstrahlung (Disney Junior Deutschland) | Free-TV-Premiere (Super RTL)                      | Free-TV-Premiere (Disney Channel Deutschland) |
| ------- | ------ | -------------------------------------- | -------------------------------------------- | ------------------------------------------------- | --------------------------------------------- |
| 1       | 26     | 17. März 2012 bis 3. Mai 2013          | 17. September 2012 bis 14. Februar 2013      | 4. Februar 2013 bis 20. Februar 2013 (Folge 1–13) | seit 17. Februar 2014 (Folge 14–26)           |
| 2       | 21     | 6. September 2013 bis 13. Oktober 2014 | 20. Januar 2014 bis 13. Januar 2015          | -                                                 | 15. September 2014 bis 16. März 2015          |
| 3       |        | seit 2. November 2014                  | seit 14. Januar 2015                         | -                                                 | seit 10. März 2015                            |

| Land/Region                    | Sender                        | Premiere der Serie | Titel                                 |
| ------------------------------ | ----------------------------- | ------------------ | ------------------------------------- |
| Vereinigte Staaten             | Disney Junior (USA)           | 17. März 2012      | Doc McStuffins                        |
| Portugal                       | Disney Junior (Portugal)      | 23. März 2012      | Doutora Brinquedo                     |
| Kanada                         | Disney Junior (Kanada)        | 8. April 2012      | Doc McStuffins                        |
| Spanien                        | Disney Junior (Spanien)       | 25. Mai 2012       | Doctora Juguetes                      |
| Argentinien                    | Disney Junior (Lateinamerika) | 4. Juni 2012       | Doctora Juguetes                      |
| Bolivien                       | Disney Junior (Lateinamerika) | 4. Juni 2012       | Doctora Juguetes                      |
| Chile                          | Disney Junior (Lateinamerika) | 4. Juni 2012       | Doctora Juguetes                      |
| Kolumbien                      | Disney Junior (Lateinamerika) | 4. Juni 2012       | Doctora Juguetes                      |
| Ecuador                        | Disney Junior (Lateinamerika) | 4. Juni 2012       | Doctora Juguetes                      |
| Guatemala                      | Disney Junior (Lateinamerika) | 4. Juni 2012       | Doctora Juguetes                      |
| Honduras                       | Disney Junior (Lateinamerika) | 4. Juni 2012       | Doctora Juguetes                      |
| Mexiko                         | Disney Junior (Lateinamerika) | 4. Juni 2012       | Doctora Juguetes                      |
| Paraguay                       | Disney Junior (Lateinamerika) | 4. Juni 2012       | Doctora Juguetes                      |
| Peru                           | Disney Junior (Lateinamerika) | 4. Juni 2012       | Doctora Juguetes                      |
| Dominikanische Republik        | Disney Junior (Lateinamerika) | 4. Juni 2012       | Doctora Juguetes                      |
| Uruguay                        | Disney Junior (Lateinamerika) | 4. Juni 2012       | Doctora Juguetes                      |
| Venezuela                      | Disney Junior (Lateinamerika) | 4. Juni 2012       | Doctora Juguetes                      |
| Polen                          | Disney Junior (Polen)         | 11. August 2012    | Klinika dla pluszaków                 |
| Deutschland Österreich Schweiz | Disney Junior (Deutschland)   | 17. September 2012 | Doc McStuffins, Spielzeugärztin       |
| Ungarn                         | Disney Channel (Ungarn)       | 8. April 2013      | Dr. Plüssi                            |
| Frankreich                     | Disney Junior (Frankreich)    | 19. September 2012 | Docteur La Peluche                    |
| Belgien                        | Disney Junior (Belgien)       |                    | Docteur La Peluche De speelgoeddokter |
| Niederlande                    | Disney Junior (Niederlande)   |                    | De speelgoeddokter                    |
| Russland                       | Канал Disney (Kanal Disney)   |                    | Доктор Плюшева (Doktor Pljuschewa)    |

## The Doc Files
Die Kurzfilm-Serie The Doc Files ist ein Spin-off von Doc McStuffins, Spielzeugärztin und feierte am 22. Juli 2013 ihre Premiere auf den US-amerikanischen Sendern Disney Channel und Disney Junior.
| Nr. | Folgentitel          | Ausstrahlung       | Patient      |
| --- | -------------------- | ------------------ | ------------ |
| 1   | Bella the Ballerina  | 22. Juli 2013      | Bella        |
| 2   | Boppy’s Boo Boo      | 23. Juli 2013      | Boppy        |
| 3   | Chilly McWillies     | 24. Juli 2013      | Chilly       |
| 4   | Hippo’s Rip          | 25. Juli 2013      | Hallie       |
| 5   | Gustov Gator         | 26. Juli 2013      | Gustov       |
| 6   | The Lamb’s Exam      | 6. September 2013  | Lammie       |
| 7   | Sticky Slippies      | 13. September 2013 | Stuffy       |
| 8   | Mr. Chomp’s Chompers | 20. September 2013 | Mr. Chomp    |
| 9   | Run Down Rotors      | 27. September 2013 | Rescue Ronda |
| 10  | Blurry Night         | 15. April 2014     | Aurora       |

## Rezeption
Doc McStuffins, Spielzeugärztin hat nach der Veröffentlichung überwiegend positive Kritik erhalten. Kia Morgan Smith von Cincomom.com sagte: „Es war wirklich herzerwärmend und ich hatte fast Tränen in den Augen, als meine achtjährige Tochter, Mikaela, zum ersten Mal Doc McStuffins sah und sagte: ‚Wow, Mami — sie ist braun‘“.
Myiesha Taylor von CoilyEmbrace.com sagte: „Dieses Programm mit einem kleinen afroamerikanischen Mädchen und ihrer Familie ist entscheidend für die Zukunft dieser sich wandelnden Nation“. Taylor begrüßte außerdem das Konzept der Darstellung eines jungen schwarzen Mädchens als Hauptfigur, das in die Fußstapfen ihrer Mutter als Ärztin treten will. Das inspirierte sie, Bilder von 131 Ärztinnen – allesamt farbigen Frauen – zu sammeln und online eine Collage unter der Überschrift „Wir sind Doc McStuffins“ zu veröffentlichen.